# Eternal Tears of Sorrow
Eternal Tears of Sorrow, souvent abrégé EToS, est un groupe de death metal mélodique finlandais, à tendance gothique, originaire de Pudasjärvi, en Ostrobotnie du Nord.

## Biographie
Le groupe est initialement formé sous le nom d'Andromeda en 1991. Ils changent de nom en 1993 pour D.W.N., puis la même année pour Moshington D.C. avant de changer définitivement pour Eternal Tears of Sorrow. Eternal Tears of Sorrow est formé en 1994 par Jarmo Puolakanaho, Altti Veteläinen et Olli-Pekka Törrö, à la suite de nombreux projets musicaux aux côtés des futurs membres d'Eternal Tears of Sorrow. Andromeda, un premier projet axé death, doom et thrash metal est mis en inactivité. 
Ne sachant, par la suite, pas où répéter, les trois membres décident de lancer un projet parallèle (M.D.C.) et d'enregistrer une cassette démo, Beyond The Fantasy en automne 1993. Au printemps 1994, ils enregistrent une nouvelle démo, The Seven Goddesses of Frost. Puis le groupe décide de changer de nom pour quelque chose de plus sérieux, Eternal Tears of Sorrow. Entre 1994 et 1996, le groupe paraît sur plusieurs compilations européennes et canadiennes, puis enregistrent leur premier album Sinner's Serenade. Il prend plus d'un an pour être distribué par X-Treme Records, un petit label indépendant localisé à Gothenburg en Suède. Après l'enregistrement de leur second album (auto-produit), Vilda Mánnu, Spinefarm Records repère le groupe et leur propose un contrat. Leur troisième album, Chaotic Beauty (sur lequel sont présentés trois nouveaux membres depuis le départ d'Olli-Pekka Törrö), les mène à une tournée européenne aux côtés de Nightwish et Sinergy. Leur quatrième album, A Virgin and a Whore, atteint le top 40 finlandais. Après quatre albums, le groupe annonce sa rupture et se dissout fin 2003.
En février 2005, le groupe annonce son retour. Leur cinquième album, Before the Bleeding Sun, est publié en avril 2006 (à l'exception de la Russie et du Japon, pays dans lesquels il paraîtra plus tard). Cet album atteint la 26e place du top 40 finnois. Fin 2008, le groupe annonce l'engagement de Jarmo Kylmänen (l'un des auteurs de leurs chansons depuis 2005) en tant que membre officiel. Peu après, leur batteur Petri Sankala quitte le groupe à cause de douleurs dorsales. Début avril 2009, Risto Ruuth quitte le groupe, et ce dernier le remplace par Mika Lammassaari. Le sixième album du groupe, Children of the Dark Waters, sort en mai 2009, distribué au label Suomen Musiikki en Finlande, Massacre Records en Europe, et Marquee/Avalon en Asie. Un nouveau single, Tears of Autumn Rain, est paru en Finlande, au Japon, et sur leur page officielle MySpace. L'autre piste du single est une version ré-enregistrée de Vilda Mánnu, présenté dans leur deuxième album. Children of the Dark Waters atteint la 19e place du top 40 finnois.
Leur septième album, Saivon Lapsi est publié en février 2013. Après trois ans de silence, en avril 2016, le groupe annonce ses premiers concerts au Japon.

## Membres

### Membres actuels
- Altti Veteläinen – chant et basse (depuis 1994)
- Jarmo Puolakanaho – guitare (depuis 1994)[16]
- Mika Lammassaari – guitare (depuis 2009)[16]
- Janne Tolsa – claviers (depuis 2005)
- Petri Sankala  – batterie (depuis 1999)

### Anciens membres
- Olli-Pekka Törrö – guitare (1994-1999)
- Pasi Hiltula – claviers (1999-2003)
- Antti-Matti Talala – guitare (1999-2000)
- Antti Kokko – guitare (2000-2003)
- Petri Sankala – batterie (1999–2008), tournées (1997-1998 ; For My Pain..., Kalmah, et Andromeda (1992-1993)
- Risto Ruuth – guitare (2005-2009)

## Discographie

### Albums studio
- 1997 : Sinner's Serenade
- 1998 : Vilda Mánnu
- 2000 : Chaotic Beauty
- 2001 : A Virgin and a Whore
- 2006 : Before the Bleeding Sun
- 2009 : Children of the Dark Waters[17]
- 2013 : Saivon Lapsi

### Démos
- 1994 : The Seven Goddesses of Frost
- 1994 : Bard's Burial